# Kjerstin Andersen
Kjerstin Andersen, född 23 november 1958 i Porsgrunn, är en norsk handbollsmålvakt.
Hon tog OS-silver i damernas turnering i samband med de olympiska handbollstävlingarna 1988 i Seoul.